# Марио, Куина
Куина Мариан Тиллотсон, известная как Куина Марио (англ. Queena Mario; 21 августа 1896, Акрон — 28 мая 1951, Нью-Йорк) — американская оперная певица, преподавательница и писательница.

## Биография
Куина Мариан Тиллотсон родилась в Акроне, штат Огайо, в семье Джеймса Нокса Тиллотсона и Роуз Тиллотсон. Куина выросла в Плейнфилде, штат Нью-Джерси, где окончила среднюю школу. Пению училась у Марчеллы Зембрих.
Марио дебютировала в оперной труппе Сан-Карло в 1918 году. Она также гастролировала с оперной труппой Антонио Скотти. Пела в Метрополитен-опере более 300 раз, начиная с 1922 года.
Преподавала в Джульярдской школе в Нью-Йорке и Кёртисовском институте музыки в Филадельфии. Среди её учениц были Джин Мэдден, Хелен Джепсон и Роуз Бэмптон.
В 1925 году Марио вышла замуж за дирижёра Вильфрида Пеллетье; они развелись в 1936 году.
Как писательница, Марио опубликовала три детектива об убийствах: Murder in the Opera House (E.P. Dutton, 1934), Murder Meets Mephisto (1942), и Death Drops Delilah (1944).